# 田中寬次
田中 寬次（たなか かんじ、1900年8月23日 - 1972年7月26日）は、日本の経営者。神戸新聞社、サンテレビジョン各社長を務めた。

## 経歴
島根県出身。1924年に神戸高等商業学校を卒業。朝日新聞東京本社、満州通信社、満州弘報協会での勤務を経て、1941年に神戸新聞社取締役に就任し、常務、専務を経て、1949年に社長に就任した。1958年3月に関西テレビ放送の創立に携わり、副社長に就任し、1968年3月にはサンテレビジョン社長に就任。
1970年秋に勲二等瑞宝章を受章した。
1972年7月26日、心不全のために死去。71歳没。